# Rozmowa z...
Rozmowa z… – osiemnasty singel zespołu Lady Pank, został wydany na CD. Singel ten promował koncertowy album zespołu, zatytułowany Koncertowa. Na singlu znalazły się dwie kompozycje: „Rozmowa z…” (muz. Jan Borysewicz sł. Janusz Panasewicz) w wersji studyjnej oraz „Marchewkowe pole”„” (muz. J. Borysewicz sł. Andrzej Mogielnicki) z koncertu zarejestrowanego 21 marca 1999 roku. Do utworu „Rozmowa z…” nakręcono również teledysk.

## Skład zespołu
- Jan Borysewicz – gitara solowa, śpiew
- Janusz Panasewicz – śpiew
- Kuba Jabłoński – perkusja
- Krzysztof Kieliszkiewicz – bas
- Andrzej Łabędzki – gitara